# Solo una madre
Solo una madre (Bara en mor) è un film del 1949 diretto da Alf Sjöberg.